# هيتليستوك
هيتليستوك (بالإنجليزية: Heitlistock)‏ هو أحد جبال سلسلة جبال الألب أوري وجزء من القمة الأم يقع في كانتون أوبفالدن, سويسرا. يبلغ ارتفاع الجبل حوالي 2146 متر، بينما يبلغ ارتفاع نتوء الجبل 284 متر.